# HD 222582 b

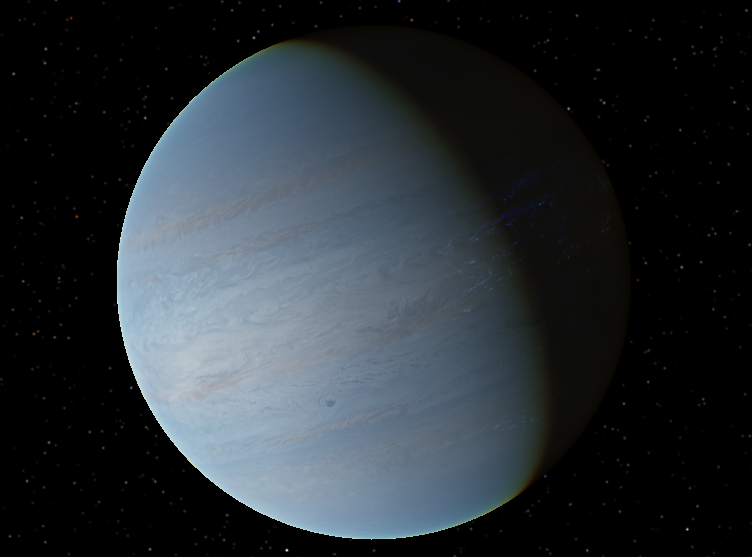

HD 222582 b는 HD 222582 주위를 도는 외계 행성이다. 물병자리 방향으로 지구로부터 약 136.8 광년 떨어진 곳에 있다. 어머니 항성을 572일에 한 바퀴 돌며, 항성으로부터 1.35 천문단위 떨어져 있다. 이 거리는 지구와 화성 사이 정도에 해당되는 수치이다. 그러나 이는 평균 공전 궤도 크기이며, 실제로 b의 궤도는 크게 찌그러져 있다.

## 참고 문헌
- (영어) Gimenez A. (2000). “ubvy Photometry of stars with planets”. 《Astronomy & Astrophysics》 356: 213.[깨진 링크(과거 내용 찾기)]
- (영어) Han;  외. (2001). “Preliminary astrometric masses for proposed exrasolar planetary companions”. 《The Astrophysical Journal Letters》 548 (1): L57–L60. doi:10.1086/318927. 2009년 4월 29일에 원본 문서에서 보존된 문서. 2009년 6월 21일에 확인함.
- (영어) Vogt;  외. (2000). “Six New Planets from the Keck Precision Velocity Survey”. 《The Astrophysical Journal》 536 (2): 902–914. doi:10.1086/308981. 2009년 4월 29일에 원본 문서에서 보존된 문서. 2009년 6월 21일에 확인함.

## 같이 보기
- HD 224693 b